# Chiloscyphus cucullistipulus
Chiloscyphus cucullistipulus là một loài rêu tản trong họ Lophocoleaceae. Loài này được (Stephani) Hässel de Menéndez miêu tả khoa học lần đầu tiên năm 1996.